# Thí nghiệm OPERA

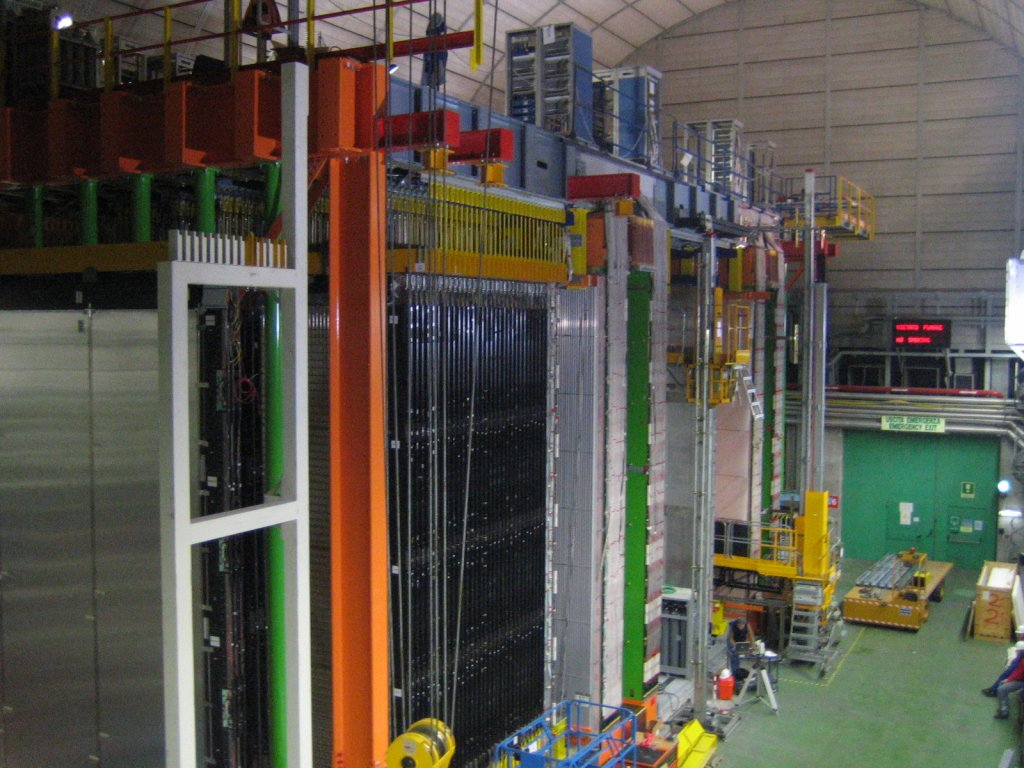
The OPERA Detector

Thí nghiệm OPERA được viết tắt từ tên tiếng Anh của Oscillation Project with Emulsion-tRacking Apparatus, là một thí nghiệm kiểm tra hiện tượng liên quan đến sự dao động của neutrino. Nó dựa trên CERN Neutrinos to Gran Sasso (CNGS), một tia muon neutrino năng lượng và cường độ cao tạo ra ở CERN Super Proton Synchrotron ở Geneva và thuộc phòng thí nghiệm dưới lòng đất Laboratori Nazionali del Gran Sasso (LNGS) ở Gran Sasso, cách miền trung Ý 730 km (450 mi). OPERA nằm ở tòa nhà C của LNGS và có mục đích là nhận dạng sự xuất hiện của hạt tau neutrino đầu tiên do sự dao động của các muon neutrino trong khoảng thời gian di chuyển 3 milli giây của chúng từ Geneva đến Gran Sasso. Các hạt Tau được tạo ra từ phản ứng của các neutrino tau sẽ được quan sát trong các "bricks" của nhu tương phim xem kẽ với các tấm chì. Bộ máy này chứa khoảng 150.000 brick với tổng khối lượng 1300 tấn, và được trang bị các đầu dò điện tử (vết và quang phổ kế) và các hạ tầng phụ trở khác.. Bộ máy này được hoàn thành vào mùa xuân năm 2008 và thí nghiệm hiện đang thu thập dữ liệu.
Ngày 31 tháng 5 năm 2010, các nhà nghiên cứu trong dự án OPERA thông báo đã quan sát hạt tau neutrino đầu tiên trong tia muon neutrino. Vào tháng 9 năm 2011, OPERA thông báo đã phát hiện các muon neutrino di chuyển nhanh hơn vận tốc ánh sáng. Thông báo này vẫn còn nhiều nghi vấn trong cộng đồng vật lý (và cả bản thân nhóm OPERA), với các nhóm thí nghiệm khác đang được lên kế hoạch để tái tạo lại kết quả, cũng như tìm kiếm các lỗi xảy ra trong quá trình tiến hành thí nghiệm.